# Centone
Un centone è un testo composto da un collage di frasi di autori od opere diversi, unite a formare un'opera originale. 

## Nella storia musicale
Il termine deriva dal latino centō che in origine indicava un panno formato da pezze di tessuti vari (e a sua volta in greco κέντρων kéntrōn designa un indumento e questo tipo di composizione). Si conoscono numerosi esempi di centoni, fin dall'antichità. Ad esempio, il Centone nuziale di Ausonio, del 369, costituito esclusivamente da brani di Virgilio (sia dall'Eneide sia dalle Georgiche e dalle Bucoliche), oppure, in greco, i "Centoni omerici" (Homerocentona), attribuiti all'imperatrice Eudocia (ca. 401-460), moglie di Teodosio II, che narrano una serie di episodi evangelici utilizzando versi tratti dall'Iliade e dall'Odissea. 
In alcuni casi si parla di centoni anche per opere che non siano formate esclusivamente da brani presi altrove, ma che siano comunque infarcite di citazioni, come ad esempio L'anatomia della malinconia di Robert Burton (Oxford 1632).
Tra gli autori cui viene attinto il materiale per i centoni, è soprattutto Virgilio ad essere utilizzato da autori di varie epoche. E in epoca cristiana, spesso i centoni hanno avuto un contenuto religioso. Si conoscono diverse "vite di Cristo" in centoni, e in particolare se ne ricordano due: quella scritta dalla nobile romana Proba, il Cento Vergilianus de laudibus Christi (ca. 362), che in 694 versi descrive l'Antico e il Nuovo Testamento dalla creazione del mondo fino all'ascensione di Gesù, e una Sacra Aeneis ("Eneide sacra") di Etienne de Pleurre (1585-1635), canonico regolare di Saint-Victor di Parigi. Anche il religioso scozzese Alexander Ross (ca.1590-1654) compì un'operazione analoga scrivendo un'opera dal titolo Virgilii Evangelisantis Christiados (1634).
Un appassionato di questo genere è stato, in Italia, l'enigmista Anacleto Bendazzi, che si cimentò con composizioni di questo tipo, scrivendo una Vita di Cristo narrata da Virgilio, costituita da un centone di 666 esametri virgiliani. Il testo del Bendazzi partiva da quello dei centoni di Proba e del Pleurre, che vennero fusi e modificati con materiale nuovo, che l'autore calcolava superiore alla metà del contenuto. Tra le modifiche che l'autore ravennate ha apportato all'opera dei suoi predecessori, vi è, tra l'altro, una migliore aderenza al testo evangelico:
(Anacleto Bendazzi, Bizzarrie letterarie, 1951, p. 37)
Qui di seguito un esempio di centone virgiliano che costituisce un brano sull'adorazione dei Magi (da Pleurre 1618):
| 6, Æn. 255.    | Ecce autem primi sub lumina solis, et ortus,         |                |
| 2, Æ. 694.     | Stella facem ducens multa cum luce cucurrit:         |                |
| 5, Æ. 526.     | Signavitque Viam * cœli in regione serena.           | 8, Æ. 528.     |
| 8, Æ. 330.     | Tum Reges * (credo quia sit divinitus illis          | 1, Geor., 415. |
| 1, Geor., 416. | Ingenium, et rerum fato prudentia major)             |                |
| 7, Æ. 98.      | Externi veniunt * quæ cuique est copia læti          | 5, Æ. 100.     |
| 3, Æ. 464.     | Dona dehinc auro gravia, * Regumque Parentem.        | 6, Æ. 548.     |
| 1, Geor., 418. | Mutavere vias, * perfectis ordine votis:             | 10, Æ. 548.    |
| 6, Æ. 16.      | Insuetum per iter, * spatia in sua quisque recessit. | 12, Æ. 126.    |

In Bendazzi 1951: 38 questo brano è identico, salvo il terz'ultimo e il penultimo verso, che recitano:
| 3, Æ. 464.  | Dona dehinc auro gravia, * myrrhaque madentes | 12, Æ. 100. |
| 9, Æ., 659. | Agnovere Deum... * perfectis ordine votis:    | 10, Æ. 548. |

## Nella cultura di massa
Nella cultura di massa e nel gergo dello spettacolo televisivo italiano, il centone è un brano famoso ricantato con parole diverse, spesso con intenti comici.